# پتار استویانوویچ
پتار استویانوویچ (انگلیسی: Petar Stojanović؛ زادهٔ ۷ اکتبر ۱۹۹۵) یک بازیکن فوتبال اهل اسلوونی است که در پست دفاع راست برای باشگاه فوتبال دینامو زاگرب در لیگ برتر فوتبال کرواسی بازی می‌کند.
از باشگاه‌هایی که در آن بازی کرده‌است می‌توان به باشگاه فوتبال ماریبور اشاره کرد.
وی همچنین در تیم ملی فوتبال اسلوونی بازی کرده است.
استویانوویچ سابقهٔ یک قهرمانی در لیگ برتر فوتبال کرواسی به همراه دینامو زاگرب و ۴ قهرمانی در لیگ دسته اول فوتبال اسلوونی به همراه ماریبور را در کارنامه دارد.